# Silvia Rivera Cusicanqui
Silvia Rivera Cusicanqui (La Paz, 9 de desembre de 1949) és una sociòloga, activista, teòrica contemporània i historiadora boliviana d'origen aimara. Ha investigat la teoria anarquista, així com les cosmologies aimara i quítxua. Va ser directora i cofundadora el 1983 del Taller d'Història Oral Andina (THOA) i actualment dirigeix el Col·lectiu Ch'ixi. També treballa directament amb els moviments indígenes de Bolívia, com els tupacataristes i els cocalers.

## Trajectòria
Rivera és filla de Carlos A. Rivera i Gaby Cusicanqui. La família Cusicanqui de La Paz és descendent de l'inca Túpac Yupanqui. En l'època colonial van ser coneguts com cacics de Calacoto. Pels volts de 1730 la família va perdre el cacicat.
El THOA va ser una comunitat intel·lectual i política fundada el 13 de novembre de 1983. Silvia Rivera Cusicanqui en va ser cofundadora i la principal impulsora. En els seus inicis va estar conformat per un grup d'estudiants de Rivera, majoritàriament aimares, de la carrera de Sociologia de la Universitat Mayor de San Andrés. El THOA va tenir com a objectiu estudiar i investigar la participació indígena ayllu en els aixecaments de l'època colonial. En l'intent per aplicar metodologies descolonitzadores, el THOA va privilegiar la tradició oral i entrevistes com a fonts d'informació.

### Col·lectiu Ch'ixi[6]
El concepte «ch'ixi» apareix en resposta a les limitacions i contradiccions de definicions com «mestissatge» o «multiculturalitat».
La paraula ch'ixi té moltes connotacions: és un color que és producte de la juxtaposició, en petits punts de colors oposats o en contrast: blanc i negre, vermell i verd, etc. És aquest gris jaspiat que prové de la barreja imperceptible de blanc i negre, que es confon amb la percepció, sense estar mai completament barrejat. La noció ch'ixi, com moltes altres (allqa, ayni), reflecteix la idea aimara d'alguna cosa que és i no és al mateix temps. És la lògica del tercer inclòs. Un color gris ch'ixi és blanc però no és blanc al mateix temps. És blanc i el seu oposat, negre. El potencial de la desviació és el que uneix els oposats. El ch'ixi combina el món amerindi i el seu oposat sense barrejar-los mai.
La noció de ch'ixi equival a el concepte de «societat bigarrada» del sociòleg René Zavaleta i expressa la coexistència paral·lela de múltiples diferències culturals que no s'extingeixen sinó que s'antagonitzen i es complementen entre si. Cada una es reprodueix a si mateixa des de les profunditats del passat i es relaciona amb altres d'una manera contenciosa.

## Obra publica
- Un mundo ch'ixi es posible: ensayos desde un presente en crisis, 2018. [[Especial:Fonts bibliogràfiques/978-987-3687-36-5|ISBN 978-987-3687-36-5]].[7]
- Violencia (re)encubiertas en Bolivia. Editor La Mirada Salvaje, 2012. ISBN 9962052998, ISBN 9789962052999
- Sociología de la imagen: miradas ch'ixi desde la historia andina Editor Tinta Limón, 2010. ISBN 9873687106, ISBN 9789873687105

- Pueblos originarios y estado. Vol. 2 de Gestión pública intercultural, Gestión pública intercultural. Azul Editores, 2008. ISBN 9990598827, ISBN 9789990598827

- Las fronteras de la coca: epistemologías coloniales y circuitos alternativos de la hoja de coca: el caso de la frontera boliviano-argentina. Editor IDIS, 2003.

- Bircholas: trabajo de mujeres: explotación capitalista o opresión colonial entre las migrantes aymaras de La Paz y El Alto. 2ª edición de Editorial Mama Huaco. 2002.

- ramón Conde, Felipe Santos. Ayllus y proyectos de desarrollo en el Norte de Potosí. Serie ¿Cuál desarrollo?. Colaboró Univ. Mayor de San Andrés. Taller de Historia Oral Andina. Editor Aruwiyiri, 1992.

- zulema Lehm. La Mujer andina en la historia. Nº 2 de Serie Cuadernos de formación. Colaboró Univ. Mayor de San Andrés. Taller de Historia Oral Andina. Ediciones del Thoa, 1990.

- Los artesanos libertarios y la ética del trabajo. Taller de Historia Oral Andina, La Paz, 1988.
- Oprimidos pero no derrotados: la lucha campesina entre los aimaras y quechuas en Bolivia, 1900-1980. Ginebra: UNRISD, 1984.